# Burg Freudensee
Burg Freudensee ist ein ehemaliger Herrschaftssitz am gleichnamigen See. Sie gehört zum Stadtgebiet von Hauzenberg im Bayerischen Wald. Die Anlage wird als Bodendenkmal unter der Aktennummer D-2-7347-0007 im Bayernatlas als „untertägige mittelalterliche und frühneuzeitliche Befunde und Funde im Bereich der ehem. Burg Freudensee“ geführt. Die Anlage ist auch unter der Aktennummer D-2-75-126-17 als denkmalgeschütztes Baudenkmal von Freudensee verzeichnet.

## Geschichte
Die Frühgeschichte der Burg ist nicht bekannt, sie war wohl im Besitz bischöflicher Ministerialen oder sonstiger Adelsfamilien und möglicherweise längere Zeit verlassen, ehe sie im 15. Jahrhundert in den direkten Besitz des Hochstifts Passau gelangte und wiederhergestellt wurde. Der Passauer Bischof Georg I. von Hohenlohe (1390–1423) ist als Besitzer der Burg bekannt und nutzte sie als Jagdschloss. Ab dem 16. Jahrhundert wurde die Burg Freudensee verlassen, das Pfleggericht aufgelassen. Die Weiher wie auch die sonstigen Fischwasser des Gebietes blieben in fürstbischöflichem Besitz und unterstanden dem Landgericht Oberhaus, seit 1786 dem Pflegamt Thyrnau. Das Hochstift Passau kam im Zuge der Säkularisation 1805 zu Bayern. Die Ruine der Burg gelangte im 19. Jahrhundert in den Besitz der Familie Mörtl, die um 1870 aus der ehemaligen Kapelle ein Wohnhaus und anschließend eine Stallung und Scheune errichtete. Die efeuumrankten Gebäude sind bis heute bewohnt.
Der spätgotische Freudenseer Flügelaltar der Burgkapelle aus der Werkstatt von Rueland Frueauf dem Älteren aus dem Ende des 15. Jahrhunderts wurde in die Stadtpfarrkirche St. Vitus übertragen.